# Wonder Stories

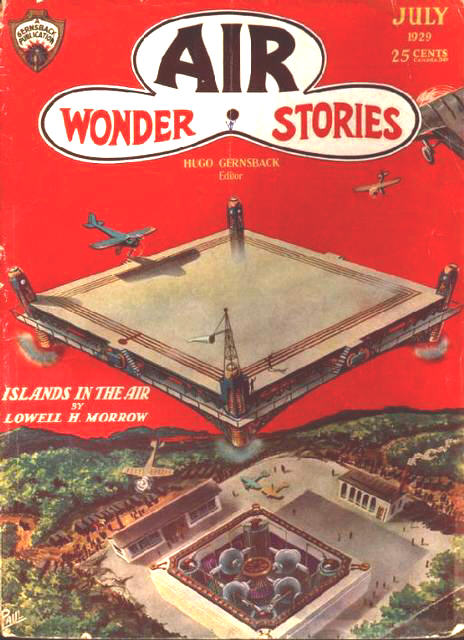
Il primo numero di Air Wonder Stories, luglio 1929. L'autore della copertina è Frank R. Paul.

Wonder Stories fu una delle prime riviste di fantascienza e venne pubblicata dal 1929 al 1955, cambiando diverse volte titolo. Venne fondata da Hugo Gernsback nel 1929 dopo che aveva perso controllo della sua prima rivista, Amazing Stories, quando la sua compagnia editrice Experimenter Publishing dichiarò bancarotta. Nel giro di pochi mesi dalla bancarotta, Gernsback lanciò tre nuove riviste: Air Wonder Stories, Science Wonder Stories ed Science Wonder Quarterly.
Air Wonder Stories e Science Wonder Stories vennero fuse nel 1930 come Wonder Stories, e il trimestrale venne ribattezzato Wonder Stories Quarterly. Le riviste non ebbero successo finanziario e nel 1936 Gernsback vendette Wonder Stories a Ned Pines delle Beacon Publications, che la ribattezzò Thrilling Wonder Stories, nome con cui proseguì le pubblicazioni per quasi vent'anni. L'ultimo numero pubblicato fu quello dell'inverno 1955, quindi venne fusa con Startling Stories, un'altra rivista della Pines. Startling a sua volta durò solo fino alla fine del 1955 prima di soccombere al declino dell'industria delle riviste pulp.
I redattori sotto la proprietà Gernsback furono David Lasser, che lavorò duramente per migliorare la qualità dei racconti, e dalla metà del 1933, Charles Hornig. Sia Lasser che Hornig pubblicarono alcuni racconti ben accolti dal pubblico, come Un'odissea marziana di Stanley G. Weinbaum, ma gli sforzi di Hornig in particolare furono messi in ombra dal successo di Astounding Stories, che era diventata la rivista principale del nuovo genere della fantascienza. Sotto il suo nuovo titolo di Thrilling Wonder Stories fu inizialmente incapace di migliorare la sua qualità. Per un periodo agli inizi degli anni quaranta venne indirizzata ai lettori più giovani, con un tono editoriale giovanile e copertine che ritraevano belle donne in tute spaziali che nascondevano ben poco. I redattori successivi iniziarono a migliorare la qualità dei racconti e per la fine degli anni quaranta rivaleggiò brevemente con Austoding, secondo l'opinione dello storico della fantascienza Mike Ashley.

## Storia editoriale
Per la fine del XIX secolo, le storie incentrate sulle invenzioni scientifiche ambientate nel futuro, nella tradizione di Jules Verne, comparivano regolarmente in riviste popolari. Pulp magazine come Munsey's Magazine e Argosy, lanciate rispettivamente nel 1889 e nel 1896, pubblicarono alcune storie di fantascienza ogni anno. Altre indirizzate a un pubblico più letterario come il patinato McClure's, che pagavano bene, pubblicarono alcune storie scientifiche, ma per la l'inizio del XX secolo, la fantascienza (sebbene non avesse ancora ricevuto questo nome) stava comparendo più spesso sui pulp magazine che su riviste patinate. La prima rivista di fantascienza, Amazing Stories, fu pubblicata nel 1926 da Hugo Gernsback al culmine dell'era dei pulp magazine. Aiutò a formare un mercato specifico per la fantascienza e per la fine degli anni trenta iniziò l'Epoca d'oro della fantascienza, inaugurata dagli sforzi di John W. Campbell, redattore di Astounding Science Fiction. Wonder Stories venne lanciata nell'epoca dei pulp, poco dopo Amazing Stories, e durò per tutta l'epoca d'oro e fino agli anni cinquanta.

### Era Gernsback

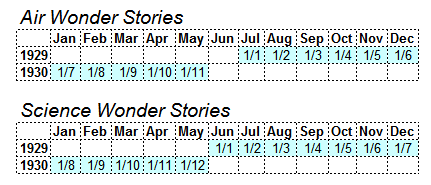
Copie di Air Wonder Stories e Science Wonder Stories, con volume e numero. Il redattore per entrambe le riviste fu Lasser.

La nuova rivista di Gernsback, Amazing Stories, fu un successo, ma Gernsback perse il controllo della casa editrice quando questa dichiarò bancarotta nel febbraio 1929. Per aprile aveva già formato una nuova compagnia, la Gernsback Publications Incorporated, e istituito due sussidiarie: Techni-Craft Publishing Corporation e Stellar Publishing Corporation. Gernsback inviò lettere pubblicizzando i piani per le sue nuove riviste; la mailing list che usò fu quasi sicuramente compilato dalla lista degli abbonati ad Amazing Stories. Questo sarebbe stato illegale, dato che le liste erano di proprietà di Irving Trust, il ricevitore della bancarotta. Gernsback ne negò l'uso sotto giuramento, ma gli storici generalmente concordano che questo dev'essere quanto ha fatto. Le lettere chiedevano inoltre ai potenziali abbonati di decidere il nome della nuova rivista: questi votarono per "Science Wonder Stories", che divenne il nome di una delle nuove riviste di Gernsback.
Il recupero di Gernsback dalla bancarotta fu considerevolmente rapido. Per gli inizi di giugno aveva lanciato tre nuove riviste, due delle quali pubblicavano fantascienza. Il numero di giugno 1929 di Science Wonder Stories apparve nelle edicole il 5 maggio 1929, e venne seguito il 5 giugno dal numero di luglio 1929 di Air Wonder Stories. Entrambe le riviste erano mensili, con Gernsback come redattore capo e David Lasser come redattore. Lasser non aveva esperienze precedenti come redattore e conosceva poco della fantascienza, ma la sua laurea recentemente acquisita al MIT convinse Gernsback ad assumerlo.
Gernsback affermava che la fantascienza fosse educativa. Lo affermò spesso in Amazing Stories e continuò a farlo nei suoi editoriali per le nuove riviste, affermando per esempio che «gli insegnanti incoraggiano la lettura di questa narrativa perché sanno che danno all'allievo una conoscenza fondamentale di scienza ed aeronautica.» Reclutò anche un pannello di «educatori di fama nazionale, che esaminavano i principi scientifici principali di tutte le storie». Lo storico della fantascienza Everett Bleiler descrive ciò come «falsità pura e semplice», affermando che non ci sono prove che gli uomini appartenenti al pannello — alcuni dei quali come Lee De Forest, erano scienziati ben conosciuti — avessero alcuna influenza editoriale. Comunque, Donald Menzel, l'astrofisico del pannello, disse tuttavia che Gernsback gli inviava i manoscritti e faceva cambiamenti alle storie in conseguenza dei suoi commenti.

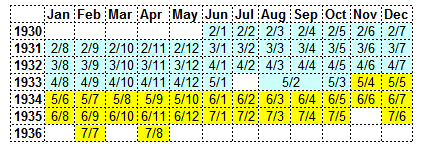
Numeri di Wonder Stories dalla fusione di Science Wonder e Air Wonder successivamente all'acquisizione dalla Beacon Publications, i colori indicano redattori: Lasser (blu, 1930–1933), e Hornig (giallo, 1933–1936)

Nel 1930 Gernsback decise di fondere assieme Science Wonder Stories e Air Wonder Stories in un'unica rivista, Wonder Stories. Le ragioni sono sconosciute, per quanto è possibile che gli occorresse spazio nella calendarizzazione di stampa per la sua nuova rivista Aviation Mechanics. Bleiler ha suggerito che la fusione fosse stata causata dalle cattive vendite e dal conseguente bisogno di ridurre le operazioni. Inoltre Air Wonder Stories era probabilmente focalizzata su una nicchia di mercato troppo ristretta per sopravvivere. In un editoriale giusto prima che della fusione, Gernsback commentò che la parola "Science" nel titolo «tendeva a ritardare i progressi della rivista, dato che molte persone avevano l'impressione che fosse una specie di periodico scientifico, piuttosto che una rivista di racconti». Ironicamente l'inclusione della parola "science" nel titolo fu la ragione che indusse il futuro scrittore di fantascienza Isaac Asimov a leggere la rivista; quando la vide nell'agosto 1929 ottenne il permesso di leggerla dal padre sulla base del ragionamento che fosse chiaramente educativa. Preoccupazioni sulla vendibilità dei titoli paiono essere comparse negli ultimi due numeri di Science Wonder, in cui la parola "Science" era stampata in un colore che la rendeva difficile da leggere. Inoltre sulla cima della copertina comparivano le parole "Mystery-Adventure-Romance", l'ultima delle quali era un modo sorprendente di pubblicizzare una rivista di fantascienza.
Il primo numero dopo la fusione delle riviste comparve nel giugno 1930, ancora con periodicità mensile, con Lasser come redattore. La numerazione dei volumi continuò quella di Science Wonder Stories, pertanto Wonder Stories viene a volte visto come una renominazione di Science Wonder Stories. Gernsback ha anche prodotto una rivista compagna per Science Wonder Stories, intitolata Science Wonder Quarterly, il cui primo numero venne pubblicato alla fine del 1929. Vennero pubblicati tre numeri con questo titolo, ma dopo la fusione Gernsback cambiò il nome della rivista sorella in Wonder Stories Quarterly, e produsse ulteriori undici numeri con quel titolo.

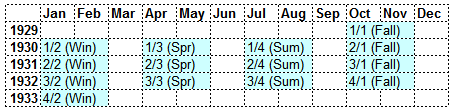
Science Wonder Quarterly (primi tre numeri) e Wonder Stories Quarterly (tutti i numeri successivi). Il redattore fu David Lasser per tutto il periodo.

Nel luglio 1933 Gernsback licenziò Lasser come redattore. Lasser era diventato attivo nel promuovere i diritti dei lavoratori e stava spendendo meno tempo nei compiti editoriali. Secondo Lasser, Gernsback gli disse «se ti piace lavorare con i disoccupati, ti suggerisco di andartene e unirti a loro». È probabile che uno dei motivi fosse anche il taglio dei costi, dato che Lasser veniva pagato 65 dollari a settimana, una paga sostanziosa per l'epoca. Poco dopo l'uscita di Lasser, Gernsback ricevette una fanzine, The Fantasy Fan, da un lettore, Charles Hornig. Gernsback chiamò Hornig nel suo ufficio per intervistarlo per la posizione di redattore; Hornig era solo diciassettenne, ma Gernsback gli chiese di correggere un manoscritto e decise che il risultato era soddisfacente. Hornig venne assunto con un salario iniziale di 20 dollari alla settimana. Quello stesso anno Gernsback sciolse la Stellar Publications e creò la Continental Publications come nuova editrice per Wonder Stories. La periodicità ebbe per la prima volta qualche problema e saltarono i numeri di luglio e settembre 1933; la recente bancarotta della Eastern Distributing Corporation, distributrice della compagnia, può essere stata parzialmente responsabile per questi problemi. Il primo numero con la Continental sul colophon e il primo a indicare Hornig come redattore fu quello del novembre 1933.
Wonder Stories aveva una tiratura di circa 25.000 copie nel 1934, paragonabile a quella di Amazing Stories, che era declinata da un picco iniziale di circa 100.000. Gernsback valutò di pubblicare una rivista di ristampe nel 1934, Wonder Stories Reprint Annual, ma non venne mai pubblicata. Quell'anno fece anche esperimenti con altre riviste di narrativa — Pirate Stories e High Seas Adventures — ma nessuna ebbe successo. Anche Wonder Stories stava decadendo e nel novembre 1935 passò da mensile a bimensile. Gernsback aveva la reputazione di pagare lentamente e pertanto era poco popolare presso molti scrittori; nel 1936 iniziò anche a mancare di pagare Laurence Manning, uno di suoi autori più affidabili. Al personale venne a volte richiesto di aspettare a ritirare le loro paghe per settimane alla volta. Gernsback ritenne che la colpa fosse dei distributori che ritornavano le copie delle copertine delle riviste come invenduti, e quindi vendessero le copie prive di copertina a prezzo ridotto. Per saltare la distribuzione, propose ai lettori nel numero di marzo 1936 di abbonarsi, proponendo di distribuire Wonder Stories solo per abbonamento. La risposta fu scarsa e Gernsback decise di vendere. Strinse un accordo con Ned Pines del Beacon Magazines e vendette Wonder Stories il 21 febbraio 1936.

### Thrilling Wonder Stories

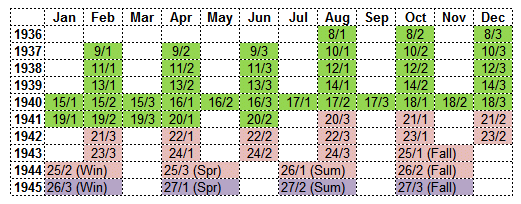
Numeri di Thrilling Wonder Stories dal 1936 al 1945. I curatori sono Mort Weisinger (verde, 1936–1941), Oscar Friend (rosa, 1941–1944) e Sam Merwin (viola, 1945).

Le riviste di Pines ne includevano diverse con la parola "Thrilling" ("entusiasmante") nel titolo, come per esempio Thrilling Detective e Thrilling Love Stories. Queste erano dirette da Leo Margulies, che assunse, tra gli altri, Mort Weisinger man mano che il carico di lavoro aumentava agli inizi degli anni trenta. Weisinger era già un fan attivo della fantascienza e quando Wonder Stories venne acquistato, Margulies lo coinvolse nel lavoro editoriale. Il gruppo di Margulies lavorava come un team, con Margulies indicato come redattore capo sulla rivista e con diritto di ultima parola. Comunque, poiché Weisinger conosceva bene la fantascienza, gli venne dato ampio spazio di azione e le bibliografie generalmente indicano Weisinger come editor per questo periodo di storia della rivista.
Il titolo venne cambiato in Thrilling Wonder Stories per inserire "Thrilling". Il primo numero comparve nell'agosto 1936, quattro mesi dopo l'ultimo numero della Wonder Stories di Gernsback, inizialmente con periodicità bimensile. Nel febbraio 1938 Weisinger chiese ai lettori cosa ne pensavano di una rivista sorella; la risposta fu positiva, così nel gennaio 1939 venne pubblicato il primo numero di Startling Stories, alternando il mese di pubblicazione con quello di Thrilling Wonder. Un anno più tardi Thrilling Wonder divenne mensile, il che durò per soli diciotto mesi prima di tornare alla bimensilità, dopo il numero di aprile 1941. Weisinger lasciò quell'estate e venne rimpiazzato sia a Startling sia a Thrilling Wonder da Oscar J. Friend, uno scrittore di pulp con più esperienza nella narrativa Western che nella fantascienza, sebbene avesse pubblicato un racconto, The Kid from Mars, in Startling Stories appena l'anno prima. A metà del 1943 entrambe le riviste divennero trimestrali e alla fine del 1944 Friend venne a sua volta rimpiazzato da Sam Merwin, Jr.. La periodicità trimestrale durò fino a molto dopo la fine della seconda guerra mondiale: Thrilling Wonder ritorno alla periodicità bimensile con il numero di dicembre 1946 e riprese ad alternarsi nuovamente con Startling che ritornò bimensile nel gennaio 1947. Merwin se ne andò nel 1951 per diventare redattore freelance,; lo sostituì Samuel Mines, che aveva lavorato per Ned Pines fin dal 1942.
Il logo di Thrilling Wonder, un uomo alato con sullo sfondo una montagna di vetro venne ripreso dalla storia di Noel Loomis The Glass Mountain.

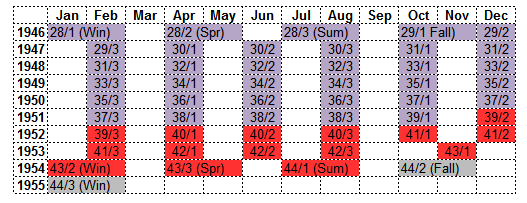
Numeri di Thrilling Wonder Stories dal 1946 al 1955. I redattori sono Sam Merwin (viola, 1946–1951), Samuel Mines (rosso, 1951–1954) e Alexander Samalman (grigio, 1954–1955).

Per l'estate del 1949 Street & Smith, uno dei principali editori pulp, aveva chiuso tutte le sue riviste pulp. Questo formato stava morendo, sebbene ci vollero ancora diversi anni prima che scomparissero completamente dalle edicole. Sia Thrilling Wonder sia Startling divennero trimestrali nel 1954, e alla fine di quell'anno Mines se ne andò. Le riviste non gli sopravvivessero di molto: furono pubblicati solo altri due numeri di Thrilling Wonder entrambi con redattore Alexander Samalman. All'inizio del 1955 Thrilling Wonder si fuse con Startling, che a sua volta cessò le pubblicazioni alla fine del 1955.
Dopo la chiusura di Thrilling Wonder Stories il vecchio titolo Wonder Stories venne ripreso per due numeri pubblicati nel 1957 e nel 1963, entrambi con Jim Hendryx Jr come redattore. Vennero numerati vol. 45, no. 1 e 2, continuando la numerazione in volumi di Thrilling Wonder. Entrambi erano selezioni dai numeri passati di Thrilling Wonder; il secondo convinse Ned Pines, l'editore che aveva comprato Wonder Stories da Gernsback nel 1936 e che ancora possedeva i diritti sulle storie, a pubblicare una rivista di ristampe intitolata Treasury of Great Science Fiction Stories.
Nel 2007 Winston Engle pubblicò una nuova rivista in formato libro, intitolata Thrilling Wonder Stories, con una data di copertina di estate 2007. Engle commentò che era «non un pastiche o un esercizio di nostalgia, ma una rivista di SF moderna con l'intrattenimento, il valore ispirativo e l'eccitazione dell'età d'oro.» Un secondo volume comparve nel 2009.

## Contenuto e ricezione

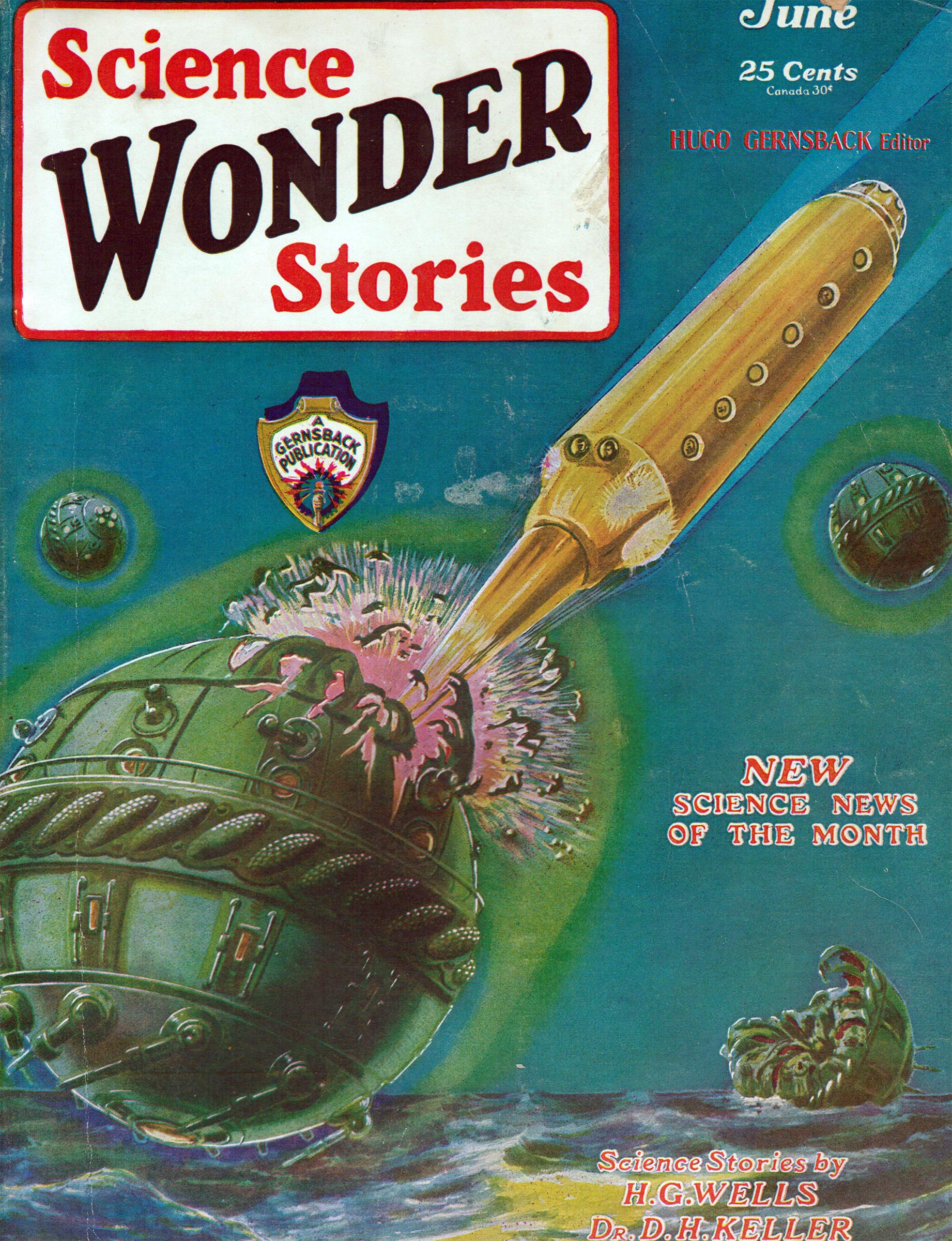
Il primo numero di Science Wonder Stories, giugno 1929. L'illustrazione di copertina è di Frank R. Paul.

Quando Air Wonder Stories venne lanciato a metà del 1929 esistevano già riviste pulp focalizzate su avventure aeree, come Sky Birds e Flying Aces. Il primo editoriale di Gernsback le destituiva come «pure avventure del tipo 'selvaggio west'-guerra mondiale-esplosioni aeree»,. Per contrasto Gernsback disse che progettava di riempire Air Wonder solamente con «storie di volo del futuro, lungo linee strettamente scientifiche-meccaniche-tecniche, piene di avventure, esplorazioni e imprese.» Venne stampato materiale non narrativo sull'aviazione, inclusi quiz, brevi articoli di divulgazione popolare e recensioni di libri. La colonna delle lettere dei lettori rese chiaro che il pubblico comprendeva più fan della fantascienza che non dell'aviazione e Gernsback commentò in seguito che la sovrapposizione con i lettori di Science Wonder era del 90% (una valutazione presumibilmente fatta solo sulla base delle sottoscrizioni e non delle vendite in edicola).
Gernsback organizzava frequentemente concorsi per i lettori, uno dei quali annunciato nel numero di febbraio 1930 di Air Wonder Stories, in cui chiedeva di inviare uno slogan per la rivista. John Wyndham, che sarebbe divenuto famoso come autore de Il giorno dei trifidi, vinse con Future Flying Fiction ("Narrativa volante futura"), proposta con il proprio vero nome di John Beynon Harris. Più tardi quello stesso anno un concorso su Science Wonder Quarterly chiese ai lettori di rispondere alla domanda "Cosa ho fatto per diffondere la fantascienza". Il vincitore fu Raymond Palmer che sarebbe diventato redattore di Amazing Stories, la rivista di fantascienza originariamente fondata da Gernsback. Vinse il concorso per il suo ruolo nel fondare un "Club di corrispondenza scientifica".
Il primo numero di Science Wonder includeva la prima parte di una storia seriale, The Reign of the Ray di Fletcher Pratt e Irwin Lester, e racconti brevi di Stanton Coblentz e David H. Keller. Air Wonder iniziò con la ristampa di un racconto seriale, Ark of the Covenant di Victor MacClure. Tra gli scrittori pubblicati per la prima volta su queste riviste vi furono Neil R. Jones, Ed Earl Repp, Raymond Z. Gallun e Lloyd Eshbach. La qualità delle storie pubblicate era generalmente bassa e Lasser era ansioso di migliorarla. L'11 maggio 1931 scrisse ai suoi contributori regolari per dire che le storie di fantascienza «dovrebbero trattare realisticamente degli effetti sulle persone di una scoperta o invenzione scientifica, sia individualmente sia come gruppo. [...] in altre parole permettetevi una congettura fondamentale — che una certa macchina o scoperta sia possibile — e quindi mostrate quali sarebbero le conseguenze logiche e drammatiche sul mondo, inoltre quali sarebbero gli effetti sul gruppo di personaggi che ha il compito di portare avanti la vostra trama.»

### Dopo la fusione

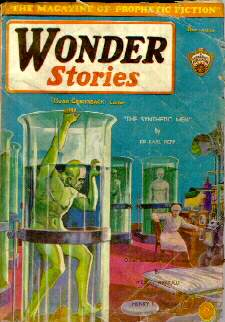
Wonder Stories, dicembre 1930

Lasser forniva idee ai suoi autori e commentava le loro bozze, tentando di migliorare sia il livello scientifico sia la qualità della scrittura. Parte della sua corrispondenza è sopravvissuta, compreso uno scambio con Jack Williamson, a cui Lasser commissionò all'inizio del 1932 un racconto basato su una trama fornita da un lettore, il vincitore di uno dei concorsi della rivista. Lasser enfatizzava a Williamson l'importanza della plausibilità scientifica, citando come esempio un momento della storia in cui i terrestri devono decifrare una scritta in lingua marziana: «Dovete essere sicuro e rendere in maniera convincente come ci riescono; perché non hanno assolutamente alcun metodo per approcciarsi al linguaggio scritto di un altro mondo.» In un'occasione il lavoro di Lasser con uno dei suoi autori si estese a diventare una collaborazione: The Time Projector, una storia comparsa nel numero di luglio 1931 di Wonder Stories, venne attribuita a David H. Keller e David Lasser. Sia Lasser sia in seguito Hornig ebbero una quasi completa indipendenza editoriale da Gernsback, che si riservava solo il diritto di dare l'approvazione finale ai contenuti. Questo era in contrasto con il controllo più dettagliato che Gernsback aveva esercitato su Amazing Stories nei primi anni della sua esistenza. Lo storico della fantascienza Sam Moskowitz ha suggerito che la ragione fosse il cattivo stato finanziario di Wonder Stories: Gernsback forse evita di corrispondere con gli autori perché doveva a molti del denaro.
Lasser permise alla colonna delle lettere di diventare un luogo di libera discussione di idee e valori e pubblicava storie che trattavano di argomenti come le relazioni tra i sessi. In una di queste storie, The Last Woman di Thomas S. Gardner, è descritto un futuro in cui gli uomini, dopo essersi evoluti al di là del bisogno dell'amore, conservano l'ultima donna in un museo. In The Venus Adventurer, una delle prime storie di John Wyndham, un astronauta corrompe gli innocenti nativi di Venere. Lasser evitava di pubblicare space opera e diverse storie di Wonder agli inizi del 1930 erano più realistiche della maggior parte della fantascienza dell'epoca. Per esempio A Conquest of Space di Edmond Hamilton, The Forgotten Man of Space di P. Schuyler Miller e diverse storie di Frank K. Kelly, compresa The Moon Tragedy.
Lasser fu uno dei fondatori dell'American Rocket Society che, con il nome iniziale di American Interplanetary Society, annunciò la sua esistenza sulle pagine del numero di giugno 1930 di Wonder Stories. Diversi autori di Wonder erano anche membri della società e forse a causa di questa relazione Wonder Stories Quarterly iniziò a concentrarsi sempre di più su ambientazioni interplanetarie. Un'analisi degli ultimi otto numeri di Wonder Stories Quarterly curati da Bleiler ha riscontrato che almeno due terzi delle storie sono avventure interplanetarie, ma solo un terzo delle corrispondenti storie in Wonder Stories possono essere così descritte. Wonder Stories Quarterly aggiunse un banner che diceva "Interplanetary Number" ("Numero Interplanetario") alla copertina del numero dell'Inverno 1931 e lo mantenne come "Interplanetary Stories" ("Storie Interplanetarie"), per i numeri successivi. Lasser e Gernsback furono anche brevemente coinvolti con il nascente Technocracy Movement. Gernsback pubblicò due numeri di Technocracy Review, con Lasser come redattore, commissionando storie basate su idee tecnocratiche da Nat Schachner. Queste comparvero in Wonder Stories nel 1933 fino a culminare nel romanzo The Revolt of the Scientists.
Furono pubblicate recensioni di narrativa e libri di divulgazione scientifica, così come una colonna periodica dedicata alla scienza che si incaricava di rispondere alle domande dei lettori. Questi articoli furono inizialmente di buona qualità, ma degradarono dopo la partenza di Lasser, sebbene non sia certo che Lasser ne scrivesse il contenuto. Un'iniziativa non legata alla narrativa fu la creazione della Science Fiction League, un'organizzazione che univa i fan club locali sparsi per il paese. Gernsback colse l'opportunità per vendere oggetti come spillette e insegne, e fu senza dubbio un'impresa remunerativa e una buona fonte di pubblicità. Infine divenne importante nel diventare una delle fondamenta del fandom fantascientifico.

### Hornig

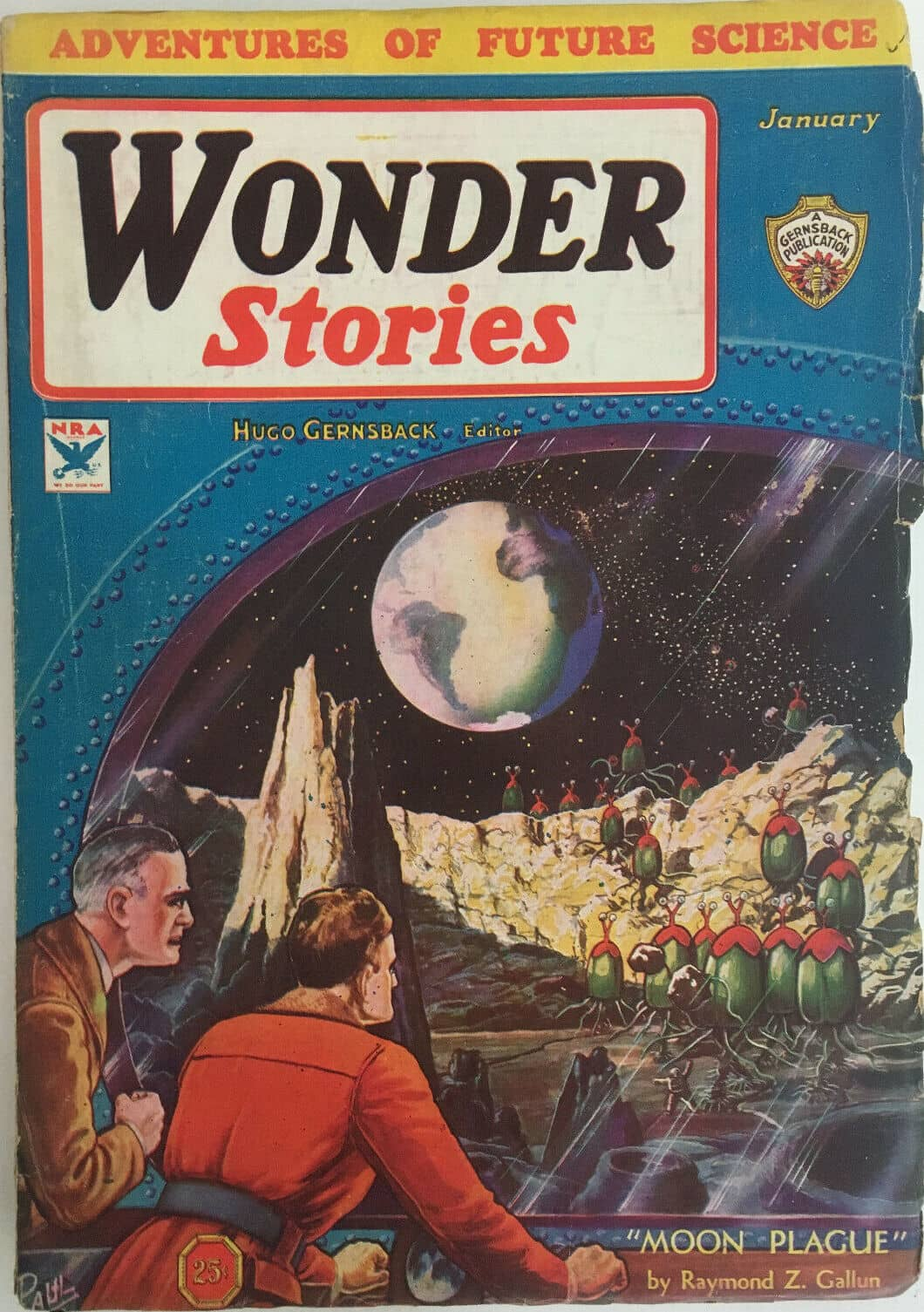
Wonder Stories, gennaio 1934

Quando Hornig prese il posto di Lasser alla fine del 1933, egli tentò di continuare ed espandere l'approccio di Lasser. Hornig introdusse una "Nuova Politica" nel numero di gennaio 1934, enfatizzando l'originalità ed escludendo storie che semplicemente riutilizzavano idee già sfruttate.
Chiese storie che includessero della buona scienza, sebbene «non troppa da diventare noiosa per i lettori che non erano
principalmente interessati alle tecnicità della scienza». Comunque, Astounding stava assumendo la posizione di guida nel campo delle riviste di fantascienza e Horning aveva difficoltà nel competere. Le sue tariffe erano inferiori a quelle di Astounding di un centesimo a parola; a volte i suoi autori venivano pagati in ritardo o non venivano pagati del tutto. Nonostante questi handicap, Hornig riuscì a trovare del buon materiale, inclusa Un'odissea marziana (A Martian Odyssey) di Stanley G. Weinbaum, che fu pubblicata nel numero di luglio 1934 e venne frequentemente ristampata.
Nel numero di dicembre 1934–gennaio 1935 della fanzine Fantasy Magazine pubblicata da Hornig, questi intraprese il passo inusuale di elencare diverse storie che aveva rifiutato perché mancanti di novità, ma che erano state successivamente pubblicate su altre riviste. La lista comprendeva diversi autori di successo dell'epoca, come Raymond Z. Gallun e Miles Breuer. La più importante delle storie rifiutate fu Triplanetario (Triplanetary), la prima storia del ciclo dei Lensmen di E. E. Smith, che fu pubblicata su Amazing.
Sia Lasser sia Hornig pubblicarono fantascienza (traducendola) di autori francesi e tedeschi, inclusi Ottfried von Hanstein e Otto Willi Gail. Con l'avvento di Adolf Hitler in Germania negli anni trenta alcuni lettori (tra cui Donald A. Wollheim) scrissero lettere in cui si lamentavano dell'inclusione di storie tedesche. La risposta editoriale fu una ferma difesa delle traduzioni; Gernsback argomentò che gli eventi in Germania erano irrilevanti per quanto riguarda la scelta della narrativa.
Le copertine di quasi tutti i numeri di Air Wonder, Science Wonder, Wonder Stories e Wonder Stories Quarterly erano illustrate da Frank R. Paul, che aveva seguito Gernsback da Amazing Stories. L'unica eccezione fu una copertina composta di punti colorati che comparve nel numero di novembre 1932.

### Weisinger e Friend
Quando a rivista venne rilevata dalla Beacon Publications, come Thrilling Wonder, la narrativa cominciò a incentrarsi più sull'azione che sulle idee. Le copertine, spesso di Earle K. Bergey, ritraevano tipicamente alieni bizzarri e damigelle in pericolo. Nel 1939 un lettore, Martin Alger, coniò la frase "bug-eyed monster" ("mostro dagli occhi d'insetto") per descrivere una di queste copertine; l'espressione entrò in seguito nei dizionari con il significato di "alieno". Collaborarono diversi scrittori noti, tra cui Ray Cummings e John W. Campbell, la cui serie I ladri di cervelli di Marte (Brain-Stealers of Mars) iniziò su Thrilling Wonder nel numero di dicembre 1936. Una striscia a fumetti iniziò nell'agosto 1936, il primo numero dell'edizione della Beacon Publications; era scritta da "Max Plaisted", uno pseudonimo per Otto Binder e suo fratello Jack. Il fumetto, intitolato Zarnak, non ebbe successo e fu abbandonato dopo otto numeri.
Il successore di Weisinger, Friend, diede alla rivista un taglio decisamente più indirizzato ai giovani. Usò lo pseudonimo "Sergeant Saturn" e trattò generalmente in maniera condiscendente i lettori; questo potrebbe non essere tanto una sua mancanza quanto di Margulies, che era ancora direttore editoriale e che probabilmente voleva attrarre un pubblico più giovane. Sotto la direzione di Friend, Earle Bergey iniziò a dipingere ancora più copertine con belle donne che indossano tute spaziali implausibilmente rivelanti, o con addosso il suo tipico "reggiseno di bronzo".

### Merwin e Mines
Merwin, che assunse l'incarico con il numero di gennaio 1945, adottò un approccio più maturo di quello di Friend. Persuase Bergey a rendere le sue copertine più realistiche ed ottenne racconti da scrittori che avevano precedentemente pubblicato sull'Austoding di Campbell. Il numero dell'estate 1945 di Thrilling Wonder comprendeva il primo racconto pubblicato di Jack Vance, Il pensatore di mondi (The World Thinker). Merwin pubblicò inoltre diverse storie di Ray Bradbury, alcune delle quali furono poi comprese nella raccolta di Bradbury Cronache marziane (The Martian Chronicles). Tra gli altri autori noti che Merwin riuscì ad attrarre vi erano Theodore Sturgeon, A. E. van Vogt e Robert A. Heinlein. Thrilling Wonder pubblicò spesso storie intelligenti e riflessive, alcune delle quali probabilmente non sarebbero state accettate da Campbell per Astounding, dato che non gli piaceva pubblicare storie che mostrassero conseguenze negative delle scoperte scientifiche, come l'energia nucleare. Secondo lo storico della fantascienza Mike Ashley, alla fine degli anni quaranta Thrilling Wonder era diventata un serio contendente al lungo dominio di Astounding del mercato. Comunque questa non è un'opinione universale, dato che la rivista sotto Merwin viene descritta da altri come «evidentemente secondaria a Startling».
Samuel Mines prese il posto di Merwin alla fine del 1951, sia a Startling Stories sia a Thrilling Wonder. Egli argomentò contro le restrizioni nei temi della fantascienza e nel 1952 pubblicò Gli amanti (The Lovers) di Philip José Farmer su Startling, un racconto breve sul sesso interspecie, generalmente considerato come quello che ruppe il tabù del sesso nella fantascienza. Ruppe un altro tabù nel 1953 con un'altra storia di Farmer, Madre (Mother) su Thrilling Wonder, nella quale uno spaziale trova casa in un grembo alieno. Nel dicembre 1952 Mines pubblicò su Thrilling Wonder il racconto di Edmond Hamilton Com'era lassù? (What's It Like Out There?) una storia pessimistica sulla realtà dell'esplorazione spaziale che era stata considerata troppo deprimente per la pubblicazione quando era stata originariamente scritta negli anni trenta. Nello stesso numero compare No Land of Nod di Sherwood Springer, che tratta dell'incesto tra un padre e la figlia in un mondo in cui sono gli unici due sopravvissuti. Queste storie vennero tutte ben accolte dai lettori.

### Influenza
Per alcuni anni, Lasser fu una forza dominante nella fantascienza. Sotto di lui, Wonder Stories fu la miglior rivista di fantascienza dei primi anni trenta, e la rivista di maggior successo di tutti i tentativi di Gernsback nel settore. Lasser plasmò una nuova generazione di scrittori, che in molti casi non avevano alcuna esperienza precedente; secondo Isaac Asimov, Wonder Stories fu un "campo di addestramento" dove i giovani scrittori imparavano il mestiere. Rispetto alla concorrenza era meno ristretta dalle convenzioni dei pulp e pubblicò alcuni romanzi come Il flusso del tempo (The Time Stream) di Eric Temple Bell e Il popolo verde (The Green Man of Graypec) di Festus Pragnell che non appartenevano alla fantascienza tipica.
Come Thrilling Wonder la rivista fu molto meno influente. Fino alle metà degli anni quaranta fu concentrata sui lettori più giovani e per l'epoca in cui Merwin e Mines introdussero un approccio più adulto Astounding Science Fiction era diventata l'incontrastata leader del campo. Thrilling Wonder non poteva competere con John Campbell e l'Epoca d'oro della fantascienza che aveva creato, ma periodicamente pubblicò buone storie. Alla fine non riuscì a sfuggire alle sue radici pulp e morì nell'ecatombe che alla fine degli anni cinquanta spazzò via ogni rivista pulp che era sopravvissuta.

## Dettagli editoriali

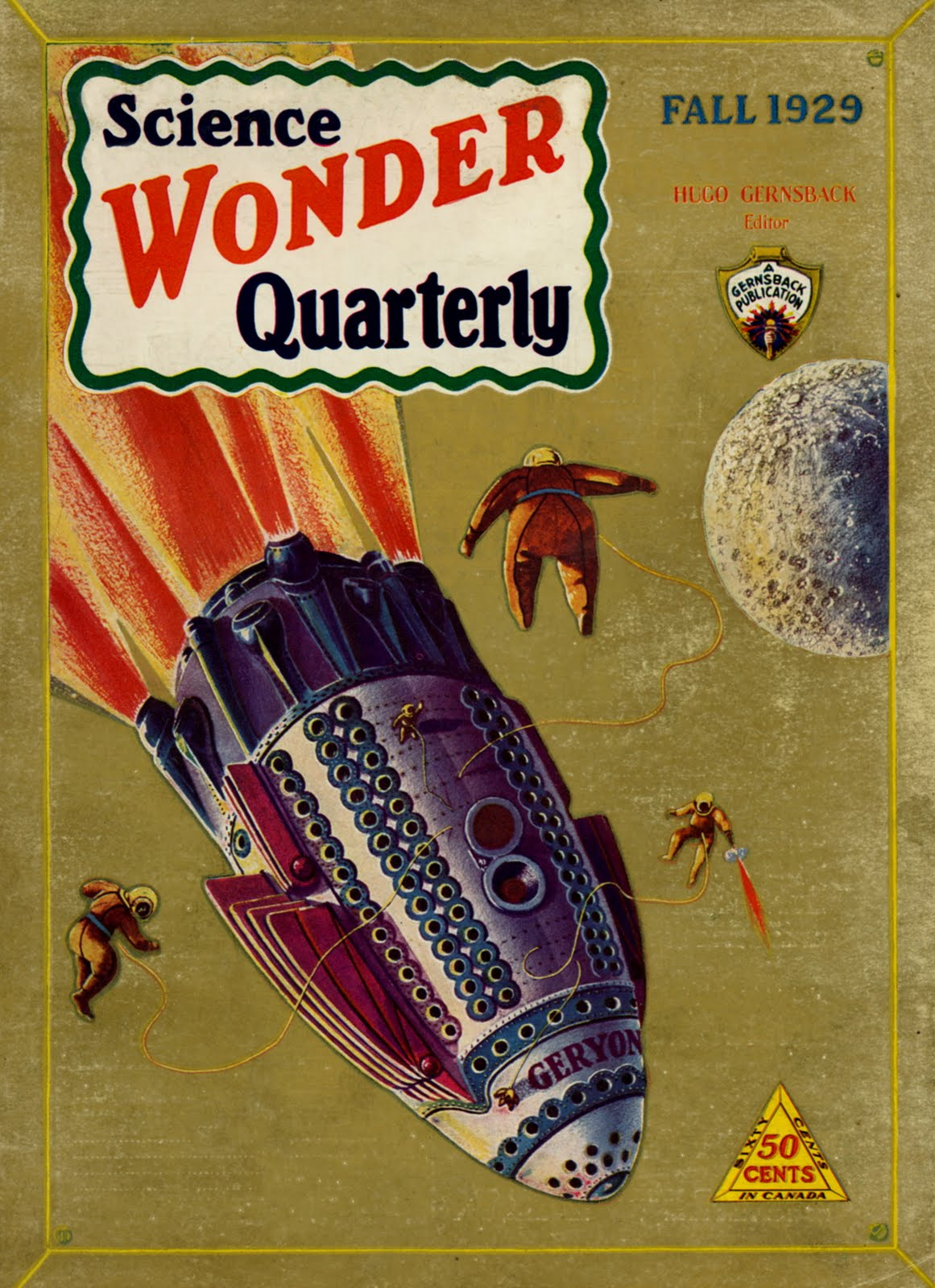
Il primo numero di Science Wonder Quarterly, Autunno 1929. Illustrazione di copertina di Frank R. Paul.

I doveri editoriali di Wonder Stories e delle riviste correlate non erano sempre effettivamente eseguiti dalla persona che portava il titolo di "editor" sul colophon della rivista. Fin dall'inizio fino alla vendita alla Beacon Publications, Gernsback veniva elencato come redattore capo (editor-in-chief) e Lasser variamente indicato come "curatore letterario" (literary editor) e "curatore gestionale" (managing editor), mentre Hornig venne sempre indicato come "curatore gestionale". Similmente sotto le Beacon Publications, il redattore nominale (inizialmente Leo Margulies) non fu sempre quello che lavorava sulla rivista. La lista che segue mostra chi effettivamente svolgeva il lavoro di editor. Dettagli maggiori sono dati nella storia editoriale più sopra che descrive quando gli editor coinvolti ottennero effettivamente il controllo, piuttosto che quando il loro nome apparve sul colophon.
- Air Wonder Stories
  - David Lasser (luglio 1929 – maggio 1930)[77]
- Science Wonder Stories
  - David Lasser (giugno 1929 – maggio 1930)[78]
- Science Wonder Quarterly
  - David Lasser (ottobre 1929 – Primavera 1930)[22]
- Wonder Stories
  - David Lasser (giugno 1930 – ottobre 1933)[79]
  - Charles Hornig (novembre 1933 – marzo–aprile 1936)[79]
- Wonder Stories Quarterly
  - David Lasser (Estate 1930 – Inverno 1933)[23]
- Thrilling Wonder Stories
  - Mort Weisinger (agosto 1936 – aprile 1941)[13]
  - Oscar Friend (agosto 1941 – Autunno 1944)[13]
  - Sam Merwin (Inverno 1945 – ottobre 1951)[13]
  - Samuel Mines (dicembre 1951 – Estate 1954)[13]
  - Alexander Samalman (Estate 1954 – Inverno 1955)[13]

Nel corso della vita della rivista l'editore cambiò solo quando Gernsback vendette Wonder Stories nel 1936. Comunque Gernsback cambiò il nome della propria azienda da Stellar Publishing Corporation a Continental Publications, Incorporated, con effetto dal dicembre 1933. L'editore di Thrilling Wonder cambiò tre nomi: inizialmente Beacon Publications, quindi Better Publications dal numero di agosto 1937 e infine Standard Magazine a partire dal numero di autunno 1943.
Gernsback fece esperimenti sia con il prezzo sia sul formato, alla ricerca di una combinazione profittevole. Sia Air Wonder sia Science Wonder erano formato bedsheet (8,5 × 11,75 pollici, o 216 × 298 mm) e costavano 25 centesimi di dollaro, così come i primi tre numeri di Wonder Stories. Con il numero di novembre 1930 Wonder Stories cambiò al formato pulp (6,75 × 9,9 pollici, 171 × 251 mm). Ritornò al formato bedsheet dopo un anno e quindi con il numero di novembre 1933 ridivenne definitivamente formato pulp. Il formato pulp aveva 144 pages; il formato bedsheet generalmente 96 pagine, sebbene cinque numeri dal november 1932 al marzo 1933 furono di sole 64 pagine. Questi cinque numeri coincisero con una riduzione del prezzo di 15 centesimi, che fu invertita con il numero di aprile 1933. Gernsback tagliò nuovamente il prezzo di 15 centesimi dal giugno 1935 fino alla vendita della rivista alla Beacon Publications nel 1936, sebbene in questo caso non ridusse il numero delle pagine. La breve durata di queste riduzioni dei prezzi suggeriscono che Gernsback comprese rapidamente che la circolazione aggiuntiva che gli fornivano gli costava troppo in guadagni persi. Sotto la Beacon Publications Thrilling Wonder rimase sempre formato pulp.
Vi furono due edizioni di ristampe britanniche di Thrilling Wonder: la prima edizione, della Atlas Publishing, pubblicò tre numeri dal 1949 to 1950, più altri sette dal 1952 al 1953; altri quattro numeri furono pubblicati dalla Pemberton tra il 1953 e il 1954; questi furono numerati da 101 a 104. Vi furono edizioni canadesi tra il 1945 e il 1946 e tra il 1948 e il 1951.